# Lexus RX
Lexus RX — премиальный среднеразмерный кроссовер, выпускаемый японской компанией Toyota с 1998 года. Впервые был представлен в 1997 году на автосалоне в Чикаго.

## Первое поколение
В феврале 1997 года на автосалоне в Чикаго показали концепт SLV (Sport Luxury Vehicle), в марте ему присвоили имя — для линейки продукции Lexus (на родине машина называется Toyota Harrier). К серийному выпуску приступили в 1998 году.
Автомобиль построен на платформе седана Lexus ES 300, относящегося пусть к нижнему, но люксовому классу. Силовой агрегат — 3-литровый 24-клапанный 220-сильный мотор V6 плюс автоматическая 4-ступенчатая коробка. Тормоза дисковые, передние — вентилируемые. Сиденья первого ряда имеют восемь регулировок, а также боковую поддержку. Водительское сиденье сдвигается на 17 мм. Двигатель имеет настраиваемые впускной и выпускной тракты и — впервые на внедорожнике — изменяемые в зависимости от нагрузки фазы газораспределения.

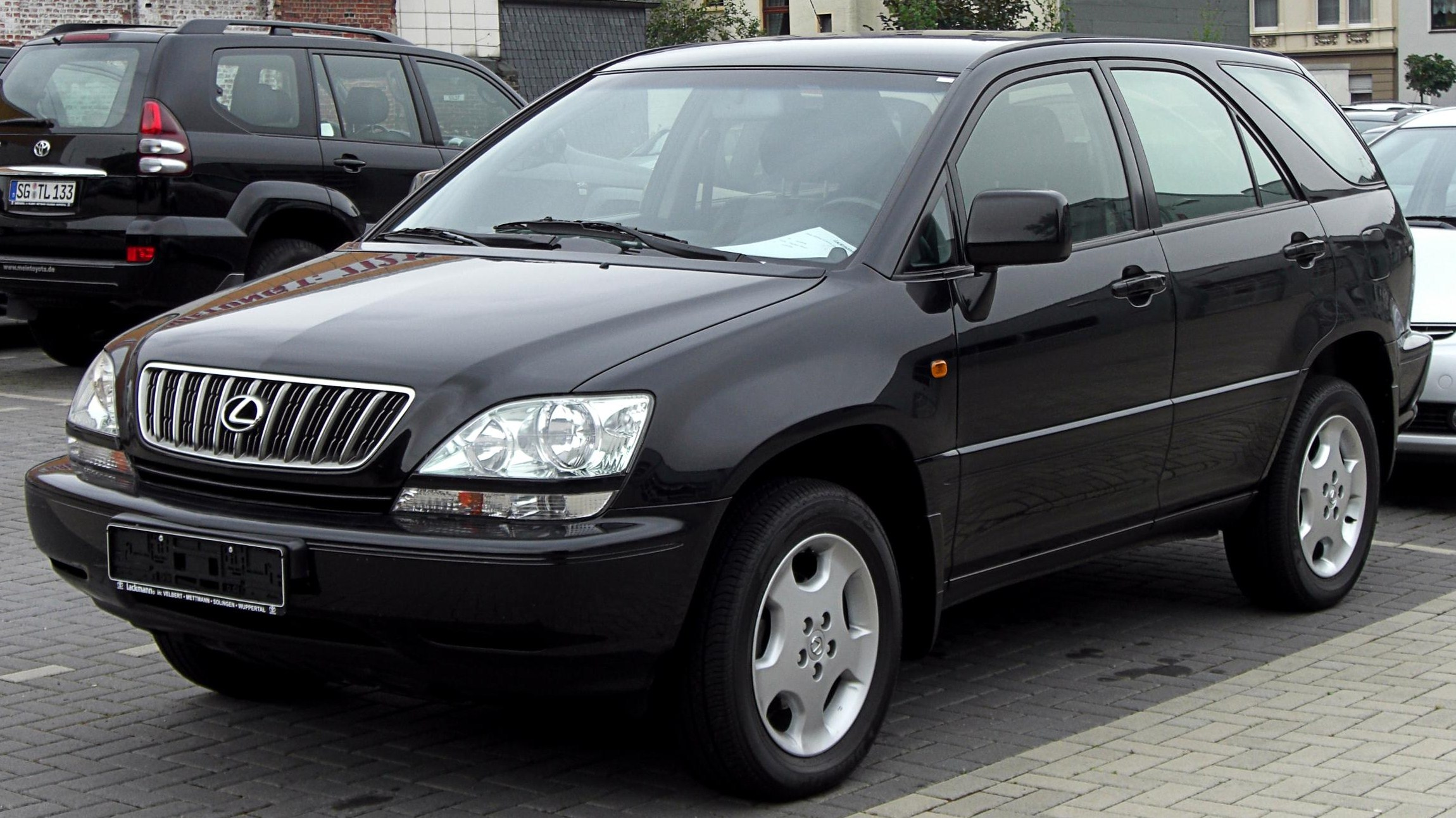
Lexus RX после рестайлинга

В 2000 году Lexus RX прошёл рестайлинг. Автомобиль получил новые фары, задние фонари. В интерьере изменена навигационная система. В японском Harrier навигационная система стала голосовой, а подвеска - спортивной.
Для американского рынка после 2000 года выпускали особую серию (незначительные изменения в комплектации). Основные отличия от базовых моделей того же года:
SILVERSPORT (с 03/2001 по 06/2001):
- особая решётка радиатора — мелкая сеточка
- цвет кузова Black Onyx (матовый) или Millennium Silver
- чёрный салон и вставки на консоли под алюминий
- перфорированная кожа передних и задних сидений, а также руля
- надпись на 5-й двери SILVERSPORT
- наклейки на кузове платинового цвета
- бампера и молдинги в цвет кузова
- особые передние и задние амортизационные стойки в подвеске
- коврики с надписью SILVERSPORT

Несмотря на то, что автомобиль вышел позже своего немецкого конкурента Mercedes M-Class, RX 300 неплохо продавался. В США на декабрь 1998 года продажи составили около 48 000 машин. Производство первого поколения закончилось 22 июня 2003 года.

## Второе поколение
В январе 2003 года Lexus показал второе поколение модели на Североамериканском международном автосалоне. Несмотря на значительную внешнюю схожесть с кроссовером первого поколения, Lexus RX стал крупнее, получил больший салон, его отделка стала дороже, и автомобиль утратил некоторую долю «внедорожности».
В зависимости от комплектации, ходовая часть Lexus RX второго поколения могла быть оборудована пневматическими элементами, переводящими подвеску в одно из пяти положений — с максимальным, средним, и минимальным клиренсом, доступными для изменения вручную, а также режимом комфортной посадки и автоматическим режимом занижения клиренса для езды по автомагистрали.
До 2006 года Lexus RX для европейского рынка (включая Россию) выпускался с 3,0-литровым двигателем 1MZ-FE, и имел обозначение RX300. Для северо-американского рынка автомобиль комплектовался другим двигателем 3MZ-FE, с рабочим объемом, увеличенным до 3,3 литра — такие кроссоверы обозначались как RX330. Далее двигатель заменили на 3,5-литровый 2GR-FE для обоих рынков (Lexus RX350). Независимо от установленного мотора, коробкой передач кроссовера второго поколения служила 5-ступенчатая АКПП, с возможностью ручного переключения для европейского рынка. Роль центрального дифференциала играет вискомуфта.

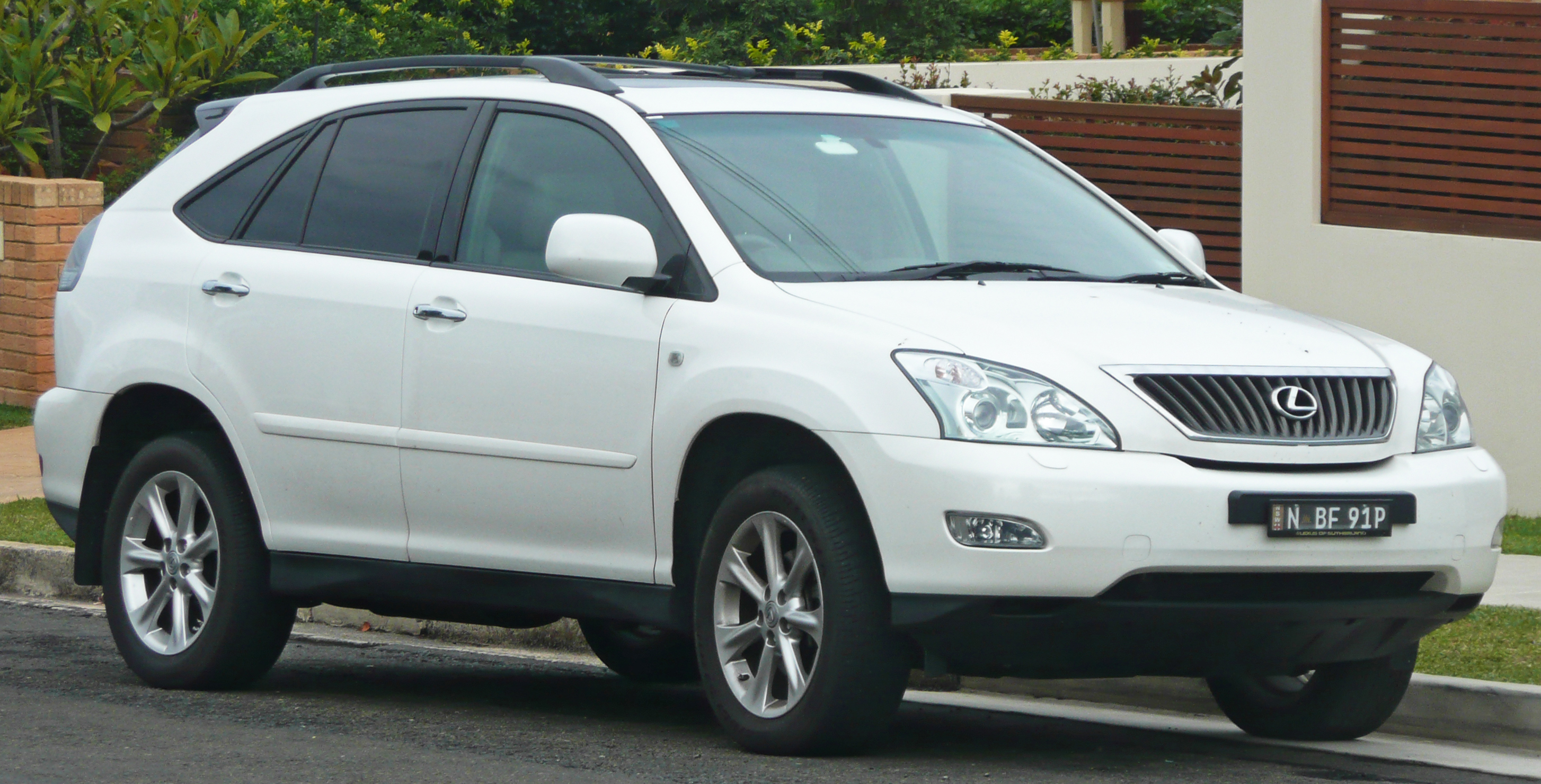
RX 350 после рестайлинга (2007)

Также в 2006 году был проведён рестайлинг. Изменена решётка радиатора, ручки дверей стали хромированными. Добавлены новые 18-дюймовые легкосплавные диски с жидким графитовым покрытием.
В феврале 2008 года Lexus добавила новую версию Pebble Beach Edition, выпущенную 6000 единицами. Эти модели с ограниченным производством имеют значки «Pebble Beach» на передних крыльях и вышитые передние коврики. Версия была доступна в цветах Black Onyx и Truffle Mica.
Производство второго поколения закончилось 2 февраля 2009 года.

### RX 400h
Гибридная версия появилась в 2005 году. Двигатель — бензиново-электрический гибрид, объёмом 3,3 л., мощностью 211 л.с. Тип трансмиссии — планетарная передача, тип привода — автоматически подключаемый полный. Впервые продемонстрирован в январе 2004 года на Североамериканском международном автосалоне.

## Третье поколение
В 2004 году началась разработка следующего поколения Lexus RX. В первой половине 2007 года разработка была закончена. В октябре этого-же года был оформлен патент на этот автомобиль, а чуть позже — 19 ноября, концепт модели был представлен на Токийском автосалоне, а в сентябре 2008 года была представлена официальная модель.
28 ноября 2008 года первый RX сошёл с конвейера.
Новое поколение на внутреннем японском рынке стало продаваться как Lexus, а не как ранее Toyota Harrier. При этом прошлое поколение Toyota Harrier (он же Lexus RX (XU30)) осталось на конвейере до 2013 года, выпускаясь параллельно с новинкой. RX 350 (GGL10 / GGL15) оснащён 3,5-литровым 2GR-FE двигателем V6 мощностью 275 лошадиных сил (205 кВт).
В конце 2010 года была закончена разработка рестайлинговой версии RX 350. В январе 2011 года на машину был оформлен патент под номером 001845801-0004. Рестайлинговая версия была представлена на Женевском автосалоне в марте 2012 года с новыми колесами, цветовой палитрой интерьера, новыми передними фарами, задними фонарями и новыми решетками. Продажа обновлённой версии началась в апреле 2012 года.
По итогам 2012 года, самым популярной моделью Lexus в России стал кроссовер RX, продажи которого составили более 7 тыс. экземпляров. В этом же году модель попала и в менее приятный список – третья позиция в рейтинге самых угоняемых иномарок в России.
В 2013 году Lexus RX350 и RX450h заняли два первых местах в категории Luxury Midsize SUVs рейтинга «Лучший автомобиль за свои деньги», составляемом изданием U.S. News & World Report.
Производство третьего поколения завершилось 31 августа 2015 года.

### RX 450h

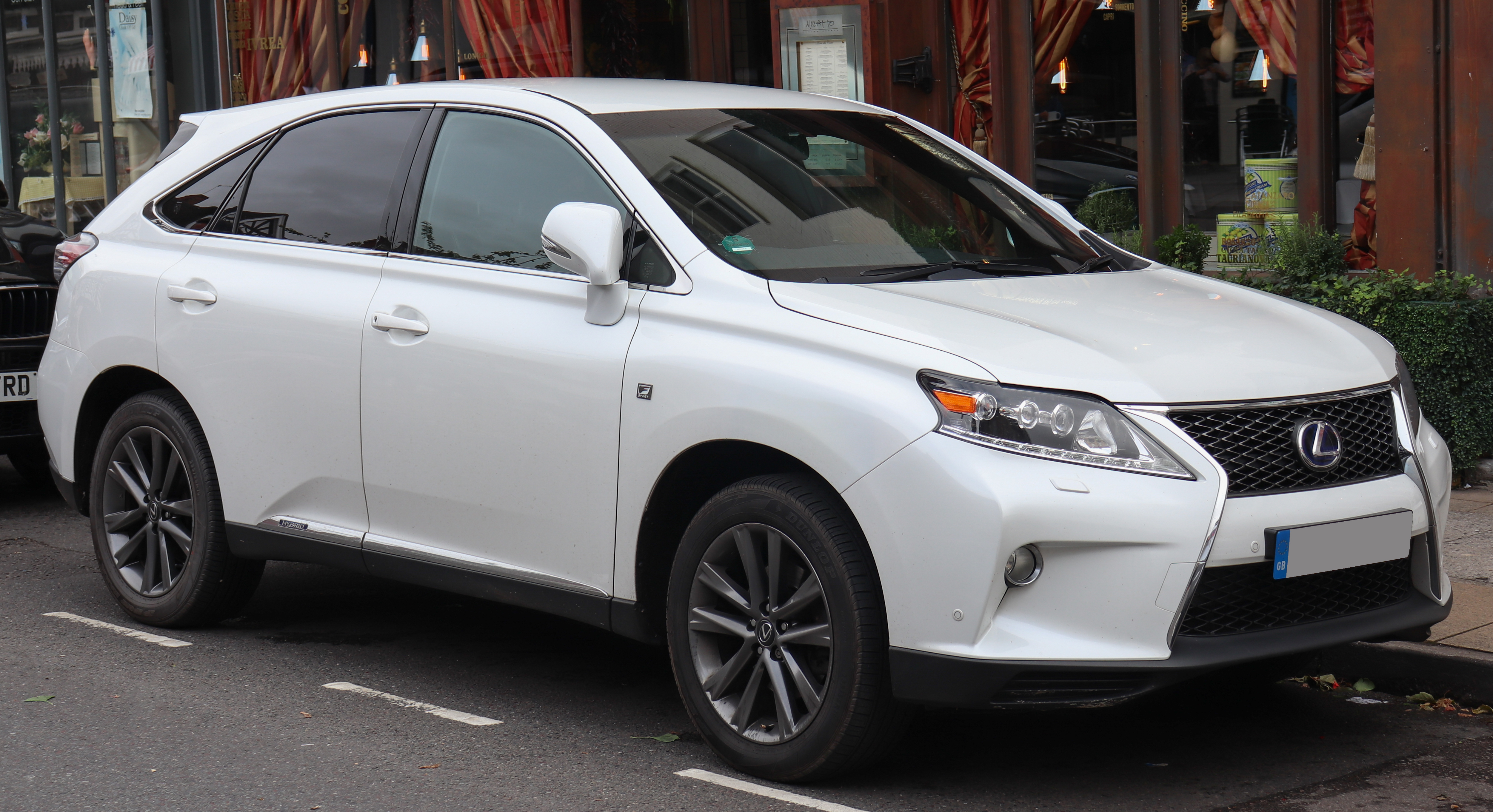
RX 450h после рестайлинга (2012-2015)

В ноябре 2008 года также был проведён полный редизайн гибридной версии кроссовера. Третье поколение RX в гибридном исполнении получило индекс 450h и было продемонстрировано на автосалоне в Лос-Анджелесе. Двигатель — бензиново-электрический гибрид, объёмом 3,5 л., максимальной комбинированной мощностью 299 л.с., которая состоит из 249 л.с. бензинового двигателя и 50 л.с. от двух электродвигателей. При этом бензиновый двигатель, как и в предыдущем поколении, сконструирован как обычный двигатель Отто с более высокой степенью сжатия (12,5:1), но за счёт более позднего закрытия впускных клапанов использует в своей работе термодинамический цикл Миллера, который позволяет добиться ещё более существенной топливной экономичности.
При невысоких нагрузках и скоростях до 50 км/ч. используются только электродвигатели, которые запитаны от высоковольтной батареи (ВВБ) с номинальным напряжением 288 вольт и ёмкостью 6,5 а/ч. Движение на электротяге может составить до 3-5 км. в зависимости от рельефа местности.
Гибридная версия отличается от обычной 19-дюймовыми дисками, а также синим отливом эмблем, передней оптики и задних фонарей.

### Безопасность
Третье поколение было протестировано на безопасность только в США.
| Опрокидывание:                             | 5 из 5 звёзд · 5 из 5 звёзд · 5 из 5 звёзд · 5 из 5 звёзд · 5 из 5 звёзд |
| Лобовой удар (водитель):                   | 4 из 5 звёзд · 4 из 5 звёзд · 4 из 5 звёзд · 4 из 5 звёзд · 4 из 5 звёзд |
| Лобовой удар (пассажир):                   | 4 из 5 звёзд · 4 из 5 звёзд · 4 из 5 звёзд · 4 из 5 звёзд · 4 из 5 звёзд |
| Боковой удар (водитель):                   | 5 из 5 звёзд · 5 из 5 звёзд · 5 из 5 звёзд · 5 из 5 звёзд · 5 из 5 звёзд |
| Боковой удар (пассажир):                   | 5 из 5 звёзд · 5 из 5 звёзд · 5 из 5 звёзд · 5 из 5 звёзд · 5 из 5 звёзд |
| Опрокидывание вместе с использованием AWD: | 16.4%                                                                    |

| IIHS                                     | IIHS |
| ---------------------------------------- | ---- |
| Фронтальный удар с 40%-м перекрытием     | G    |
| Боковой удар                             | G    |
| Прочность крыши                          | G    |
| Подголовники и сиденья                   | G    |
| Протестированная модель: Lexus RX (2014) |      |

## Четвёртое поколение
В апреле 2015 года на автосалоне в Нью-Йорке компания Lexus представила четвёртое поколение кроссовера RX 2016 модельного года. Автомобиль получил полностью обновлённый внешний и внутренней вид, улучшилась производительность и управляемость. Новый Lexus RX оснастили 3.5-литровым V6 двигателем мощностью 300 л.с. и восьмиступенчатой автоматической коробкой передач.

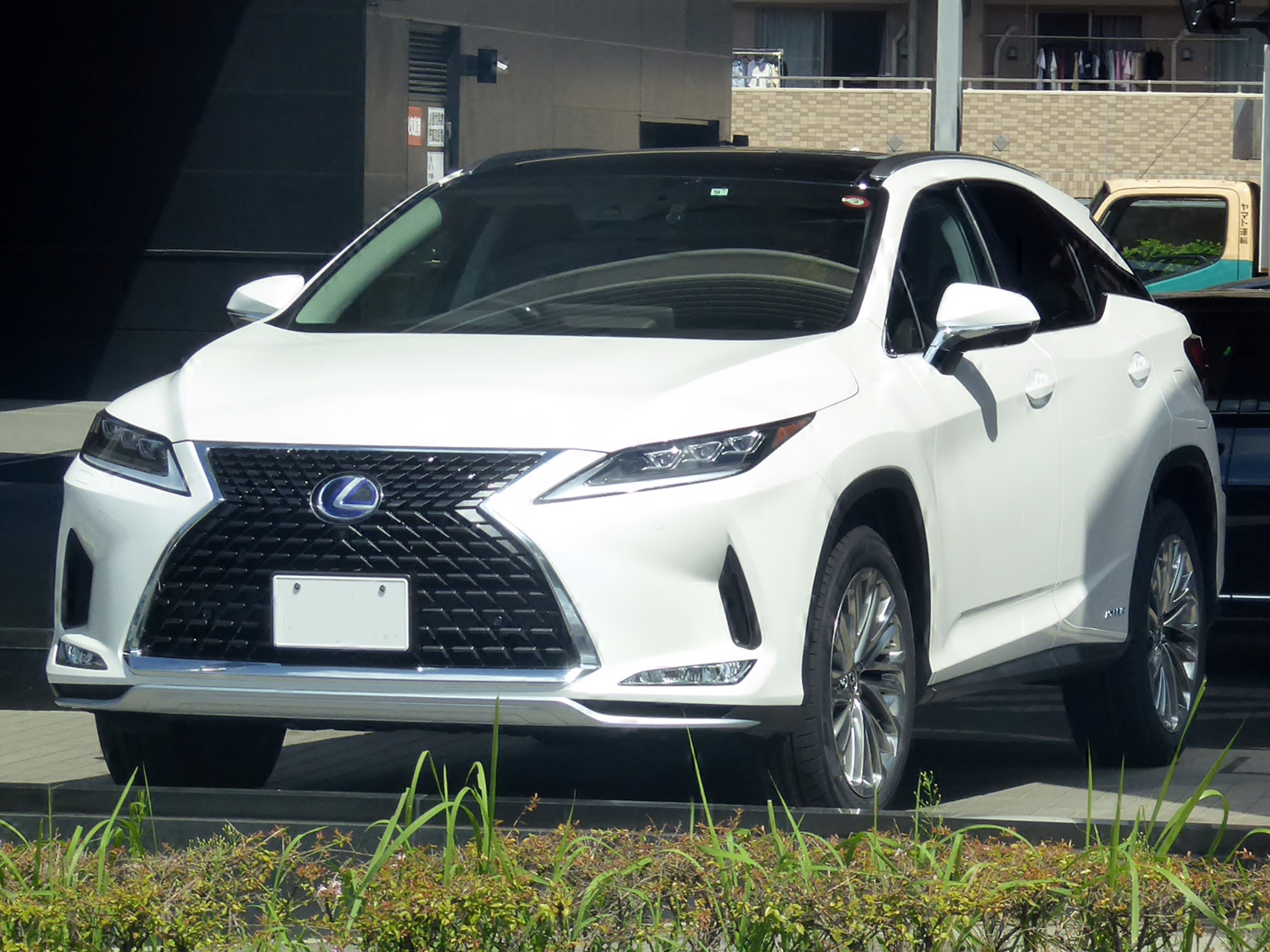
RX 450h R после рестайлинга (2019)

### Безопасность
По итогам краш-тестов EuroNCAP, модель получила наивысшую оценку (5 звёзд) за безопасность.
| Euro NCAP                                          | Euro NCAP | Euro NCAP | Euro NCAP             |
| -------------------------------------------------- | --------- | --------- | --------------------- |
| · общий рейтинг                                    |           |           |                       |
| 91%                                                | 82%       | 79%       | 77%                   |
| взрослый пассажир                                  | ребёнок   | пешеход   | активная безопасность |
| Протестированная модель: Lexus RX 450h, LHD (2015) |           |           |                       |

## Пятое поколение
31 мая 2022 года компания Lexus представила пятое поколение кроссовера RX 2023 модельного года.

## Продажи
| Год  | Продано в США (в скобках приведены продажи гибридных моделей) |
| ---- | ------------------------------------------------------------- |
| 2000 | 89,864                                                        |
| 2001 | 77,426                                                        |
| 2002 | 72,963                                                        |
| 2003 | 92,366                                                        |
| 2004 | 106,531                                                       |
| 2005 | 108,775 (20,674)                                              |
| 2006 | 108,348 (20,161)                                              |
| 2007 | 103,340 (17,291)                                              |
| 2008 | 84,181 (15,200)                                               |
| 2009 | 93,379 (14,464)                                               |
| 2010 | 95,790 (15,113)                                               |
| 2011 | 82,595 (10,723)                                               |
| 2012 | 95,381 (12,223)                                               |
| 2013 | 103,920 (11,307)                                              |
| 2014 | 107,490 (9,351)                                               |
| 2015 | 100,610 (7,722)                                               |
| 2016 | 109,435 (8,561)                                               |